# Pierre Robert Le Roux d'Esneval
Pour les articles homonymes, voir Le Roux et Esneval.
Pierre Robert Le Roux d'Esneval, baron d'Acquigny, dit le Président d’Acquigny (6 août 1716, Rouen - 1er septembre 1788, Acquigny), est un magistrat français, président à mortier au parlement de Normandie.

## Biographie

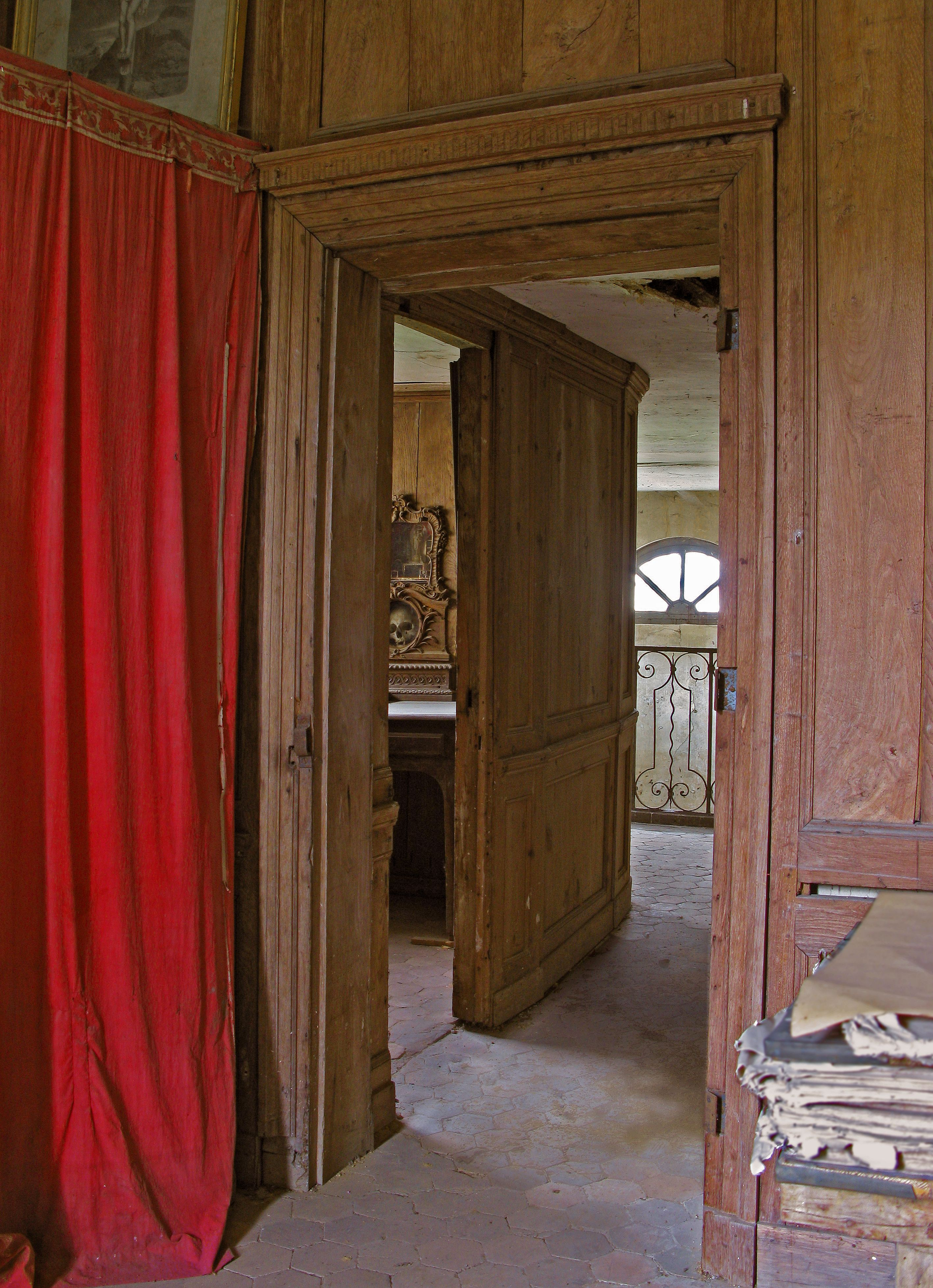
Ermitage du président d'Acquigny en l'église Sainte-Cécile.

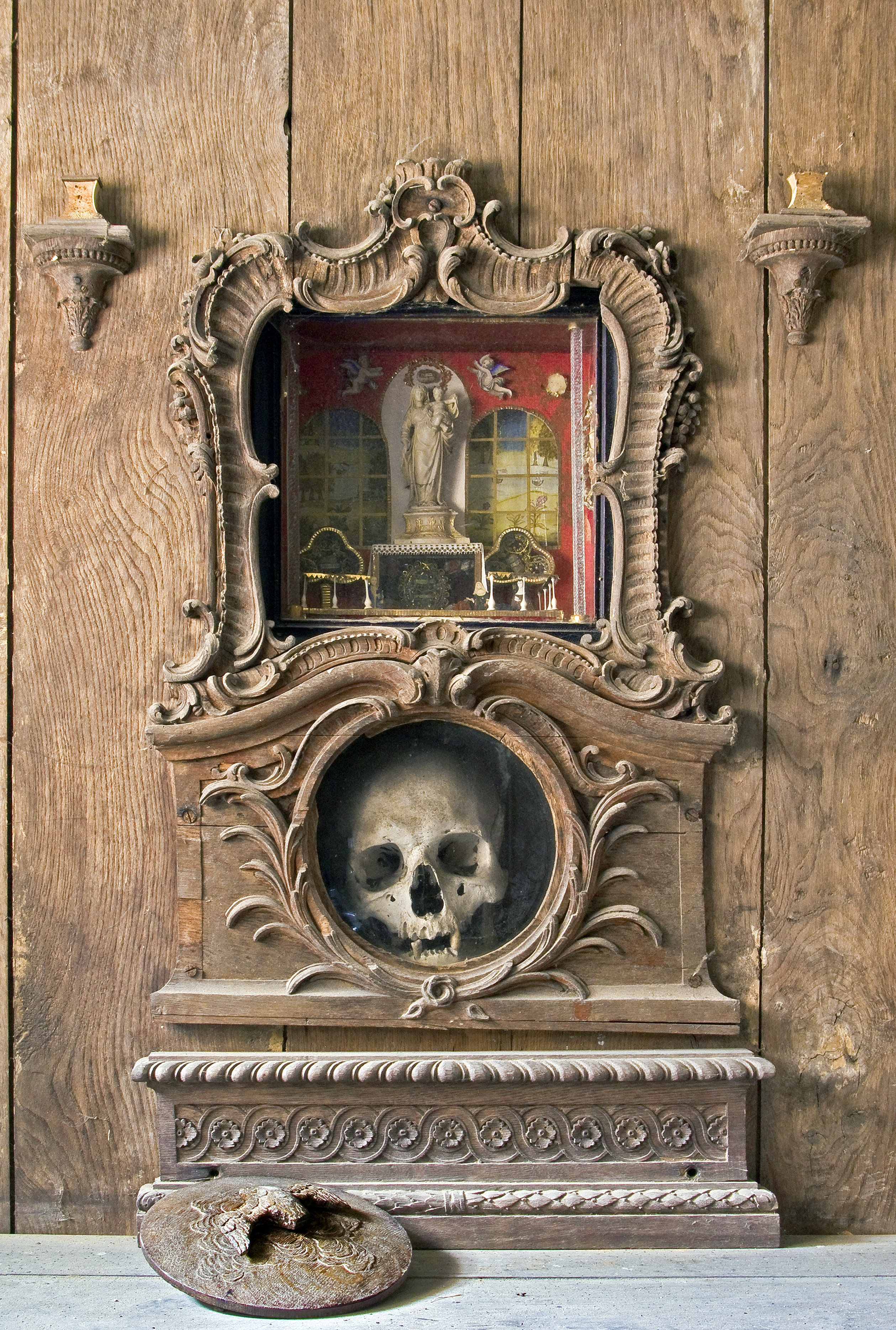
L'oratoire du président d'Acquigny.

Il appartient à une famille de robins rouennais. Il épouse, par contrat du 23 juillet 1742, Françoise-Catherine Clérel de Rampen, baronne du Bois-Normand, dame de Sey, Saint-Corne et la Rouillière. Il a une fille nommée Anne-Marie-Françoise et un fils nommé Esprit-Robert-Marie.
Magistrat d'une piété éminente, Pierre-Robert Le Roux professait la plus grande vénération pour les martyrs d'Acquigny, et œuvra pour augmenter leur dévotion. 
En 1753, dans l'affaire des refus de sacrements à Verneuil, il fait partie des membres du parlement mandés à Paris pour y recevoir du roi et du chancelier de Lamoignon une sévère réprimande. Il en reçoit une plus dure encore en 1755, pour son opposition à l'édit du 10 octobre, auquel la chambre des vacations qu'il préside a défendu d'obéir.
En 1772, il se démet de sa charge de président à mortier en faveur de son fils, appelé dorénavant le président d'Esneval, tandis que le père conserve le nom de président d'Acquigny.
À partir de cette époque, Pierre-Robert Le Roux d'Esneval vient habiter plus souvent au château à Acquigny. En 1774, après la dissolution du parlement, un arrêt du conseil supérieur de Rouen lui ayant défendu de se qualifier président, il n'en fait que rire, et avec raison car, trois mois après, le parlement est rétabli. M. d'Acquigny assiste avec son fils au banquet donné à cette occasion, qui coûte la somme énorme de 23 600 livres.

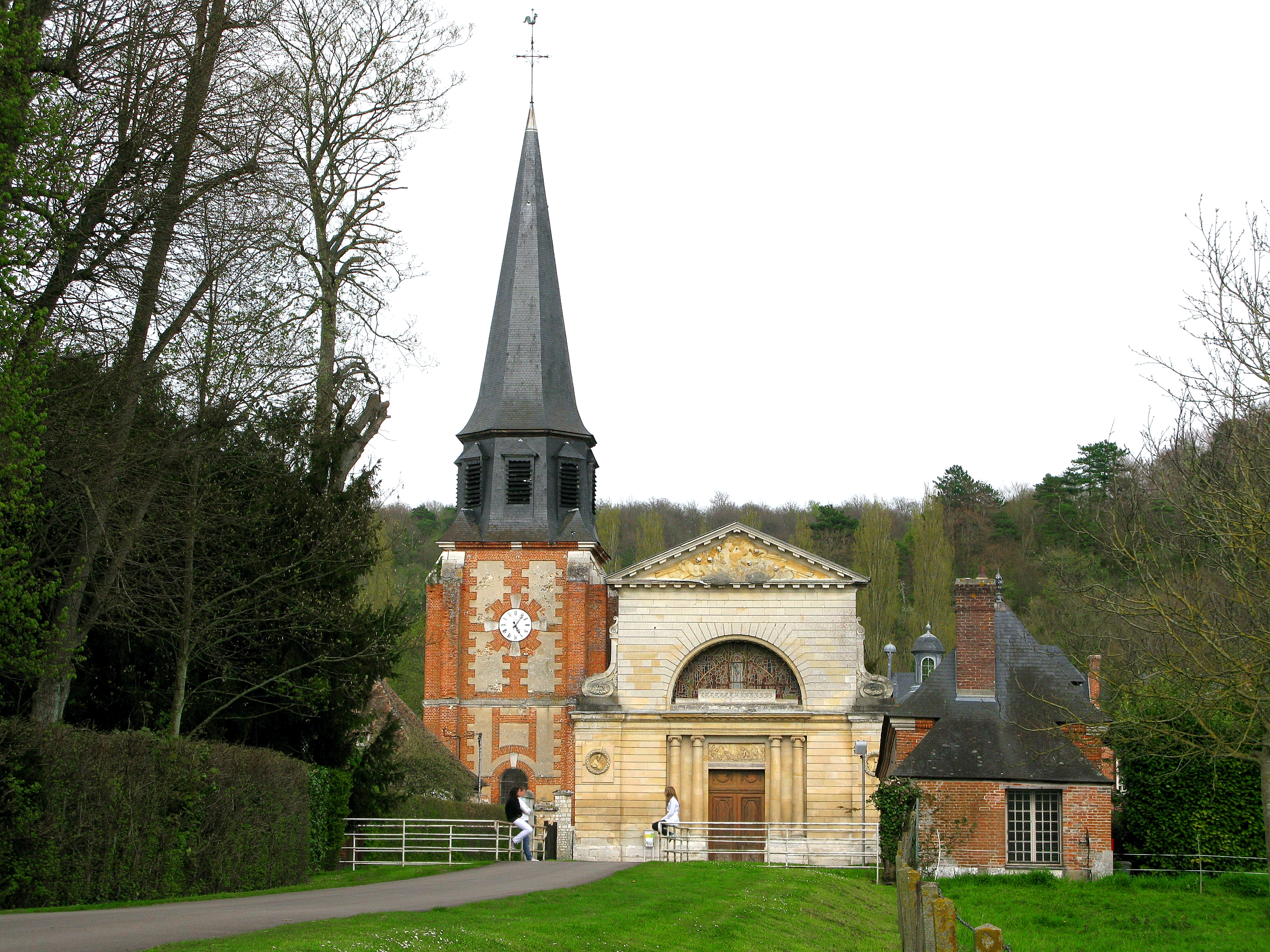
L'église Sainte-Cécile d'Acquigny.

Fervent catholique, disposant de son chapelain personnel, affilié à la réforme cistercienne de la Trappe de Soligny, ami intime de Pierre-Jules-César de Rochechouart, évêque d'Évreux, fondateur des petits collèges de Pavilly et Grémonville, bienfaiteur de l'école de filles de Villettes,, le président d'Acquigny mena peu avant la Révolution une vaste campagne de reconstruction et de décoration des églises dont il était le patron laïc comme celles de Pavilly, Grémonville, Bois-Normand, Acquigny. Le président d'Acquigny portait une attention particulière aux reliques ; dans l'église cauchoise d'Yvecrique, il fit déposer le corps entier d'un saint en provenance des catacombes romaines.

## Acquigny
L'état d'abandon du prieuré d'Acquigny fait que le président d'Acquigny achète l'établissement en 1752. La physionomie contemporaine de l'église Sainte-Cécile d'Acquigny est marquée par le XVIIIe siècle.